# Eric Wolf
Eric R. Wolf (Wenen, 1 februari 1923 - Irvington (New York), 6 maart 1999) was een antropoloog. Hij werd vooral bekend door zijn onderzoek onder boeren.

## Leven en werk
Eric R. Wolf werd geboren in Wenen. Zijn ouders waren Arthur George en Maria Ossinovsky Wolf. Als joods kind van een Oostenrijkse vader en een Russische moeder ontwikkelde hij in zijn jeugd een grote interesse voor verschillende culturen en etnische conflicten. Dit kwam mede doordat hij met zijn ouders van 1933 tot 1938 woonde bij Julius en Rosa Löffler in Sudetenland (voormalig Tsjechoslowakije). Door te wonen in een regio waar Duitsers en Tsjechen steeds met elkaar werden geconfronteerd, werd hij gevoelig voor sociale problemen zoals de grote ongelijkheid tussen de verschillende standen en etniciteit in de samenleving. In de tijd dat hij met z’n ouders in Sudetenland woonde, werd ook de invloed van Adolf Hitler steeds groter. Toen in maart 1938 het Duitse leger Oostenrijk bezette, stuurde Erics vader hem naar Engeland, naar de Forest School in Essex. Daar ontdekte hij de sociale wetenschap. In juni 1940, vlak nadat Parijs was ingenomen door het Duitse leger, vluchtte hij met zijn ouders met een van de laatste schepen naar de Verenigde Staten, om een nieuw leven op te bouwen in Jackson Heights, Queens. Daar ging hij naar het Queens College, en ontdekte een studierichting die al zijn interesses behandelde: antropologie. In 1943 trouwde hij met Kathleen Bakeman, een maatschappelijk werkster.
De oorlog woedde voort en Wolf ging vrijwillig bij de U.S. Army’s Tenth Mountain Division, waarmee hij in de bergen van Noord Italië vocht (1943 – 1945). Doordat hij bij het leger was gegaan was het door de ‘G.I. Bill of Rights’ voor hem mogelijk om antropologie te gaan studeren. Nadat hij zijn bachelor of arts had gehaald in 1946, ging hij naar ‘the citadel of Boasian anthropology’, Columbia University. Zijn leermeesters waren voornamelijk Ruth Benedict en Julian Steward, die volgens Wolf elkaars tegengestelden waren.
Wolf bereidde zich voor op veldwerk in Zuidoost-Azië, Indonesië, maar omdat daar geen geld voor was ging hij met Steward mee naar Puerto Rico. Het Puerto Rico-project van Steward gaf Wolf de mogelijkheid voor zijn eerste veldwerk (1948–1949). Door deze studie werd Wolfs interesse in boeren en hun problemen nog meer aangewakkerd. Dit bleek uit een essay over rituele verwantschappen, dat hij samen met Sidney Mintz schreef in 1950, over onderwerpen als het onderzoek naar macht, standen en de relatie tussen boer en beschermheer. Na het behalen van zijn dissertatie in 1951 begon hij zijn eigen project in Mexico, waar hij samenwerkte met Pedro Armillas en Angel Palerm. Hij vatte zijn beeld van de Mexicaanse samenleving samen in een kort essay: The Virgin of Guadalupe. A Mexican national Symbol (1958).
In 1960 begon Wolf met veldwerk in Zuid Tirol in het Italiaanse deel van de Alpen, waar hij wederom onderzoek deed onder boeren en hun onderlinge etnische problemen. In 1961 accepteerde Wolf een baan als professor aan de Universiteit van Michigan, na het doceren aan de Universiteit van Illinois (1952-1954), Virginia (1955-1958), Yale (1958-1959), en Chicago (1959-1961) en het winnen van een Guggenheim Fellowship in 1960. In deze jaren, waarin Eric Wolf werkzaam was aan verschillende universiteiten, schreef hij onder andere vier boeken, waarin hij zijn reputatie vestigde door zijn vernieuwingen en originaliteit als antropoloog: Sons of the shaking earth (1959), Anthropology (1964), Peasants (1966) en Peasant wars of the twentieth century (1969). In 1971 verhuisde hij naar New York om aan de City University als “Distinguished Professor” te werken. Na gescheiden te zijn van zijn eerste vrouw trouwde hij een jaar later met Sydel Silverman, zelf ook een antropologe. Zij hielp hem bij het schrijven van zijn beroemdste boek, Europe and the people without history (1982). 
In Wolfs laatste volledig afgeronde werk, Envisioning Power: Ideologies of Dominance and Crisis (1999), behandelt hij de drie hoofdzaken waarover hij in zijn leven nog wilde schrijven: de Kwakiutl, de Azteken en het nationaalsocialisme. Over dit boek schrijft Eric Wolf in zijn autobiografie: ‘The book felt far short on my ambitions, but it stands as an expression of my central reason of being an anthropologist: to seek explanation for the world as I encountered it.’. Wolf overleed op 6 maart 1999 aan kanker, een paar dagen voordat Pathways of power naar de uitgeverij zou worden gestuurd. Hij werd 76 jaar.
Binnen de antropologie is Wolf erg belangrijk geweest door zijn onderzoek naar boeren. Hij richtte zich voornamelijk op onderwerpen zoals macht, politiek en kolonialisme. Persoonlijk had hij geen voorkeur voor een bepaalde school of theoretische benadering. Daar geloofde hij, naar eigen zeggen, niet in. Tegen het einde van zijn leven waarschuwde hij voor de ‘intellectuele wanhopigheid’, die zou ontstaan als de antropologie zich te veel op theoretische hoogstandjes bleef richten en te weinig op de werkelijkheid, wat je door het echte leven en het veldwerk kan verkrijgen.